# 郡中町
郡中町（ぐんちゅうちょう）は、かつて愛媛県伊予郡にあった町。

## 沿革
- 1889年（明治22年）12月15日 - 町村制施行により伊予郡灘町、湊町が合併し、郡中町が発足。
- 1940年（昭和15年）1月1日 - 伊予郡郡中村と合併して郡中町を新設。
- 1950年（昭和25年）3月20日 - 町内に昭和天皇の戦後巡幸。五色浜グラウンドに郡中町奉迎場を設営し、昭和天皇を迎えた[1]。
- 1955年（昭和30年）1月1日 - 伊予郡北山崎村、南山崎村、南伊予村と合併し市制施行して伊予市となり消滅。